# NGC 2791
NGC 2791 est une galaxie spirale relativement éloignée et située dans la constellation du Cancer. NGC 2791 a été découverte par l'astronome allemand Albert Marth en 1863.

## Caractéristiques
Sa vitesse par rapport au fond diffus cosmologique est de 8 702 ± 21 km/s, ce qui correspond à une distance de Hubble de 128,4 ± 9,0 Mpc (∼419 millions d'al).